# Angelbachtal
 Angelbachtal es una localidad en Kraichgau, Alemania entre Sinsheim y Bruchsal cerca de Heidelberg.